# Веласко, Алан
Алан Агустин Веласко (исп. Alan Agustín Velasco; 27 июля 2002, Кильмес) — аргентинский футболист, вингер клуба «Бока Хуниорс». Чемпион Южной Америки в возрастной группе до 17 лет в составе сборной Аргентины до 17 лет (2019 года).

## Клубная карьера

### «Индепендьенте»
Воспитанник футбольной академии клуба «Индепендьенте». В основном составе «красных дьяволов» дебютировал в матче Южноамериканского кубка против колумбийского клуба «Рионегро Агилас». Шестнадцать матчей спустя Веласко забил свой первый гол в Кубке Южной Америки на выезде против уругвайского «Феникса» в Монтевидео.

### «Даллас»
1 февраля 2022 года клуб MLS «Даллас» подписал аргентинца в качестве молодого назначенного игрока, контракт которого рассчитан до конца 2025 года с опцией продления ещё на один год. Стоимость трансфер оценивается в 7 миллионов долларов с возможной будущей выплатой ещё в 1,7 миллиона долларов в зависимости от условий. «Индепендьенте» также получит 15 % от будущей продажи игрока. Свой дебют в главной лиге США, 12 марта в матче против «Нэшвилла», он отметил голом. 30 октября 2023 года во время матча плей-офф против «Сиэтл Саундерс» получил разрыв передней крестообразной связки левого колена. В марте 2024 года стал обладателем грин-карты и в MLS перестал считаться иностранным игроком.

## Карьера в сборной
Выступал за сборную Аргентины до 15 лет. В марте 2019 года Пабло Аймар вызвал Веласко на чемпионат Южной Америки (до 17 лет) в Перу. Аргентинцы одержали победу на турнире.
Веласко получил вызов в старшую сборную Аргентины на матчи отборочного турнира чемпионата мира 2026 против сборных Эквадора 7 сентября и Боливии 12 сентября 2023 года.

## Достижения
Сборная Аргентины (до 17 лет)
- Победитель чемпионата Южной Америки (до 17 лет): 2019